# Dope Hat
Dope Hat (рус. «Наркотическая шляпа») — промосингл с дебютного альбома группы «Marilyn Manson», «Portrait of an American Family». Впервые песня была записана в 1993 году и вышла на демо-кассете «The Family Jams».
«Dope Hat» также была ремикширована на EP «Smells Like Children» дважды:
1. один из ремиксов получил название «Diary of a Dope Fiend» (прямая отсылка к роману «Diary of a Drug Fiend» (с англ. — «Дневник наркотического дьявола») Алистера Кроули) и получился более медленной и мрачной версией песни;
2. второй ремикс получил название «Dance of the Dope Hats» (с англ. — «Танцы наркотических шпяп»), в результате работы над которым получился более быстрый ремикс с богатым использованием синтезаторов.

Клип на сингл многое позаимствовал из фильма «Вилли Вонка и шоколадная фабрика», в частности — из сцены «Удивительное путешествие в лодке».

## Клип
В клипе, режиссёром которого стал Том Стерн (Tom Stern), представлена сама группа, путешествующая в лодке по "психоделическому" туннелю, что очень напоминает фильм «Вилли Вонка и шоколадная фабрика» 1971 года, один из любимых фильмов Мэрилина Мэнсона. В корабле кроме группы плывут маленькие дети и т.н. "oompa loompas" из вышеуказанного фильма. Спецэффекты к клипу были созданы Зейвиром Гуерином (Xavier Guerin). На протяжении всего клипа в видео также в обилии присутствуют неестественные и странные вещи, такие как, например: яйцо, которое разбивается рукой, но из него течёт кровь, или дыня с рыбой внутри. Также стоит отметить, что существуют цензурированная версия клипа для ротации на телевидении, и версия, которая не подвергалась цензуре.

## Список композиций
Американский промосингл на CD:
1. «Dope Hat» (LP Version) — 4:18

Компакт диск

2. «Diary of a Dope Fiend» (EP Version) — 5:57
3. «Dance of the Dope Hats» (Remix) — 4:37